# Milișăuți
Milișăuți è una città della Romania di 5 397 abitanti, ubicata nel distretto di Suceava, nella regione storica della Bucovina. 
Fanno parte dell'area amministrativa anche le località di Bădeuți, Gara e Lunca.
Milişăuţi ha ottenuto lo status di città nel 2004.
Di un certo interesse è la Chiesa di San Procopio, fatta costruire da Ştefan cel Mare nel 1487.